# Cornelis Johannes Kneppelhout

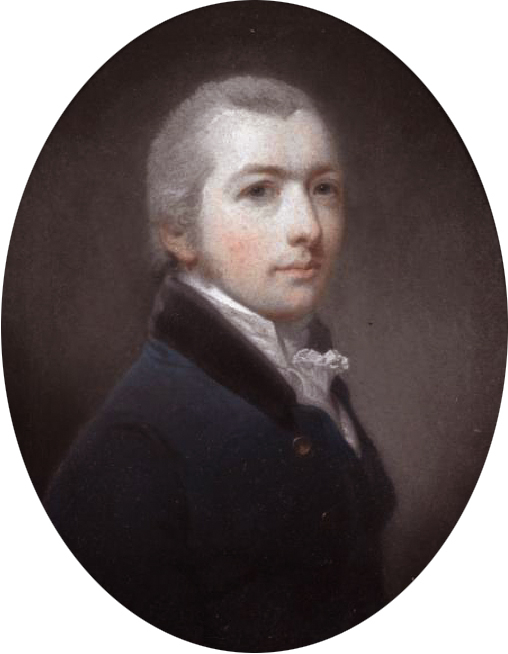
Cornelis Johannes Kneppelhout (Charles Howard Hodges, ca 1800)

Cornelis (Cornelius) Johannes Kneppelhout (Naarden, 31 augustus 1778 - Leiden, 1 november 1818) was een Nederlands schrijver en rechtsgeleerde.
Kneppelhout, lid van de familie Kneppelhout,  was de zoon van Johannes Kneppelhout en Johanna van Rijckevorsel. Na door zijn vader (doctor in de theologie, predikant te Naarden en later te Gorinchem) te zijn onderwezen werd hij op zesjarige leeftijd toegelaten tot de Latijnsche School te Gorinchem, waarvan zijn vader een van de curatoren was. Hij maakte hier zulke vorderingen dat hij op zijn 13de jaar rechten ging studeren te Utrecht (promotie 1794). In 1799 vertrok hij vanuit het ouderlijk huis te Gorinchem naar Leiden, om zich daar toe te leggen op de geneeskunde (promotie 1805).
Korte tijd na zijn promotie in de geneeskunde ging Kneppelhout reizen; hij had in 1795 besloten zijn verdere leven ambteloos door te brengen. Zijn vermogen stelde hem daartoe ook in staat. Hij heeft vooral Nederland (inclusief het tegenwoordig België en Luxemburg), Frankrijk, Duitsland, Zwitserland en Italië bezocht en rapporteerde daarover als correspondent van diverse bladen. In 1812 huwde hij Johanna Maria de Gijselaar (1787-1851), dochter van de befaamde patriot mr. Cornelis de Gijselaar (1751-1815), aan wie de patriotten de bijnaam "Kezen" te danken zouden hebben gehad. Zij kregen drie kinderen: Johannes (1814-1885; beter bekend onder het pseudoniem Klikspaan), Geertruida Cornelia Kneppelhout(1817-1819) en Karel Jan Frederik Cornelius (Kees) Kneppelhout (1818-1885).